# Claude Abravanel
Claude Abravanel (hebraico: קלוד אברבנל) (Montreux - 16 de julho de 1924 - Jerusalém 14 de Dezembro de 2012) foi um pianista e  compositor de música clássica Suíço, de origem judaica.

## Atividades
Estudou piano com Dinu Lipatti no Conservatório de Genebra de Música. Ele também estudou composição com Arthur Honegger e piano com Yvonne Lefébure na Ecole Normale de Musique , em Paris. professor e diretor da biblioteca da Jerusalém Academia de Música e Dança (Rubin Academy) até 1992, tornou-se diretor dos Arquivos de Música Israelense na Academia.

## Conjunto de composiçõesde Música de Câmara
- Elegia,[ para baixo, Voz E Flauta]
- Quatro Músicas [para o Alto E Violoncelo]
- Hino de Louvor, em um Iemenita Motivo [para alta voz & piano]
- Les Amours de Ronsard, [para alta voz & piano]
- Prelúdio, Ária E Poslúdio para clarinete e piano
- Súplica, Choreographical Poema [para flauta e piano]
- Três Salmos [para Alta Voz & Piano]
- Tre Sonetti di Petrarca [para alta voz & piano]

## História pessoal
Abravanel nasceu em Montreux, na Suíça, mas se estabeleceram em Israel em 1951.Morreu em Jerusalém em 14 de Dezembro de 2012.

## Material de referência adicional
- ©Biblioteca Nacional de Israel. Todos os direitos reservados página visitada em 23/9/11
- livro escrito por Abravanel página visitada em 23/9/11